# 维古莱-欧济勒
维古莱-欧济勒（法語：Vigoulet-Auzil，法語發音：[viɡulɛ ozil]）是法国上加龙省的一个市镇，属于图卢兹区。该市镇于1842年由原市镇维古莱（Vigoulet）和欧济勒（Auzil）合并而成。

## 地理
维古莱-欧济勒（43°30'26"N, 1°27'35"E）面积3.46 平方千米，位于法国奧克西塔尼大區上加龙省，该省份为法国西南部内陆省份，西南端与西班牙接壤，自此顺时针与上比利牛斯省、热尔省、塔恩-加龙省、塔恩省、奥德省和阿列日省接壤。
与维古莱-欧济勒接壤的市镇（或旧市镇、城区）包括：梅尔维拉、欧尔维尔、拉克鲁瓦-法尔加德、佩什比斯克、加龙河畔波尔泰、旧图卢兹。

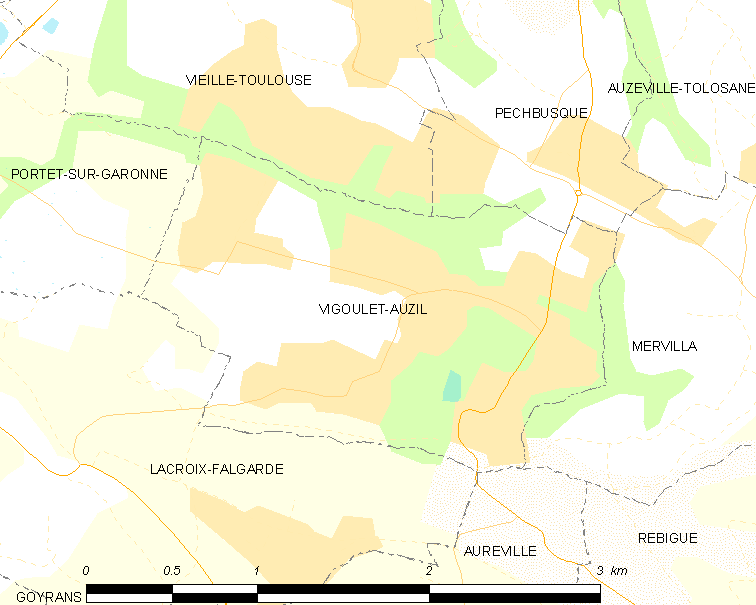
维古莱-欧济勒的OSM定位图

维古莱-欧济勒的时区为UTC+01:00、UTC+02:00（夏令时）。

## 行政
维古莱-欧济勒的邮政编码为31320，INSEE市镇编码为31578。

## 政治
维古莱-欧济勒所属的省级选区为卡斯塔内托洛桑县。

## 人口

1962-2008年间维古莱-欧济勒人口变化图示

维古莱-欧济勒于2022年1月1日时的人口数量为1021人。